# Han Chengdi
Han Chengdi (漢成帝T, Hàn ChéngdìP; 51 a.C. – 7 a.C.) nato col nome di Liu Ao (劉驁T, Liú ÀoP), fu un imperatore cinese della dinastia Han che governò dal 33 fino al 7 a.C.
Sotto l'imperatore Cheng, la dinastia Han continuò a scivolare nella disgregazione mentre il clan Wang proseguiva la sua lenta conquista del potere e degli affari governativi promossa dal precedente imperatore. La corruzione e l'avidità degli ufficiali continuarono ad affliggere il governo e, come risultato, ribellioni scoppiarono in tutto il paese. 
L'imperatore Cheng morì dopo un regno di 26 anni e gli succedette suo nipote.

## Nascita e carriera come Principe dalla Corona
L'imperatore Cheng nacque nel 51 a.C., primogenito dell'allora principe della Corona Liu Shi (in seguito imperatore Yuan) e di una delle sue mogli, la consorte Wang (in seguito più comunemente nota come grande imperatrice madre Wang).
Nel 47 a.C., l'imperatore Yuan nominò il principe Ao, figlio dell'imperatrice Wang, come principe ereditario (Principe della Corona).
L'imperatore Yuan, oltre alla prima moglie, l'imperatrice Wang, aveva anche due concubine favorite - la consorte Fu e la consorte Feng Yuan, ciascuna delle quali gli diede un figlio. Con il tempo, tra l'imperatrice Wang e la consorte Fu sarebbe nata un'accesa lotta per rivendicare lo status di erede dei loro figli.
Via via che il giovane principe Ao cresceva, l'imperatore divenne sempre più scontento della sua adeguatezza come erede imperiale e, contemporaneamente, sempre più impressionato dalle capacità del figlio della consorte Fu, il principe Liu Kang di Shanyang (山陽王劉康). Parecchi incidenti condussero a questa situazione, nei quali il principe Ao diede prova di scarsa sensibilità, e solo l'intercessione del capo della casa di Ao, Shi Dan (史丹), un lontano parente dell'imperatore e un alto funzionario da lui molto rispettato, riuscì ad evitare il peggio per il giovane erede.
D'altra parte, mentre il principe Kang era sempre vicino e affettuoso verso l'Imperatore, dimostrando grande intelligenza e diligenza, il principe ereditario Ao passava il suo tempo a bere e a correre dietro alle donne. Così, quando l'imperatore Yuan si ammalò intorno al 35 a.C. - una malattia da cui non si sarebbe più ripreso - chiamate al suo capezzale per accudirlo erano spesso la consorte Fu ed il principe Kang, e solo raramente l'imperatrice Wang ed il principe della Corona Ao. Ad un certo punto l'imperatore Yuan fu tentato di nominare come suo erede il principe Kang, ma ancora una volta l'intervento di Shi Dan lo convinse a desistere. Quando l'imperatore morì nel 33 a.C., il principe Ao ascese quindi al trono con il nome di imperatore Cheng.

## La crescita del potere del clan Wang

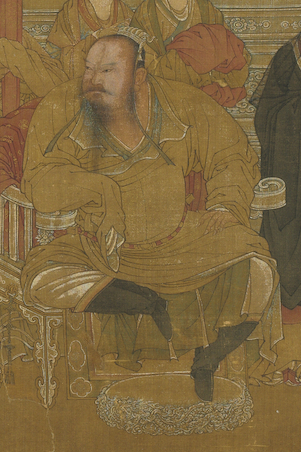
Han Chengdi

Dopo la morte dell'imperatore Yuan e dell'ascesa dell'imperatore Cheng, l'imperatrice Wang divenne imperatrice madre. Il principe Kang, come era usanza con i principi imperiali, fu inviato a governare il suo principato (attualmente a Dingtao (定陶)). Malgrado i passati dissapori, l'imperatrice Wang e l'imperatore Cheng mantennero con lui sempre buoni rapporti.
L'imperatore Cheng riponeva molta fiducia nei suoi zii (i fratelli dell'imperatrice madre Wang) e assegnò loro importanti incarichi di governo. Oltre al suo zio più anziano Wang Feng (王鳳), che aveva ereditato il titolo di suo padre come Marchese di Yangping, sei fratelli dell'Imperatrice Madre furono nominati marchesi, pur non avendone formalmente i requisiti. Molti di loro, insieme ad altri parenti, inoltre, ricoprirono consecutivamente il ruolo di comandante supremo delle forze armate ed esercitarono l'effettivo controllo dell'amministrazione imperiale:
- Wang Feng, 33 a.C.-22 a.C.
- Wang Yin, 22 a.C.-15 a.C.
- Wang Shang, 15 a.C.-12 a.C.
- Wang Gen, 12 a.C.-8 a.C.
- Wang Mang, 8 a.C.-7 a.C.

I Wang, sebbene in generale non fossero corrotti e stessero apparentemente sinceramente cercando di aiutare l'imperatore, si preoccupavano in gran parte di accrescere il loro potere e non dei migliori interessi dell'impero quando selezionavano ufficiali per i vari incarichi, e questo condusse ad un continuo deterioramento dell'amministrazione dell'imperatore Cheng, che tentò a volte di modificare questa struttura di potere, scegliendo funzionari più capaci al posto dei Wang e dei loro protetti, ma non vi riuscì mai, anche a causa dell'opposizione di sua madre.

## I "problemi con le donne" dell'imperatore Cheng e la mancanza di un erede
L'imperatore Cheng fu un donnaiolo con molte favorite. La prima fu l'imperatrice Xu (nominata nel 31 a.C.), insieme alla consorte Ban. Nessuna delle due, tuttavia, gli diede un figlio e l'imperatrice madre Wang, preoccupata che Cheng non avesse un erede, lo incoraggiò apertamente a prendersi sempre più concubine, ma anche questo non condusse alla nascita di un erede. Nel 19 a.C. circa, l'imperatore Cheng si invaghi di due sorelle, Zhao Feiyan (趙飛燕), e Zhao Hede (趙合德) ne fece le sue concubine preferite. Ben presto le due presero il sopravvento sull'imperatrice Xu e sulla consorte Ban, riuscendo addirittura, nel 18 a.C., a farle scacciare con una falsa accusa di stregoneria. Nonostante la contrarietà dell'imperatrice madre Wang, nel 16 a.C. Cheng nominò Zhao Feiyan sua nuova imperatrice. Nessuna delle due sorelle Zhao, né la nuova favorita consorte Li riuscirono però a dare un figlio all'Imperatore.
Nel 9 a.C., ancora senza eredi, l'imperatore cominciò pensare di nominare come proprio successore o suo fratello minore, il principe Liu Xing di Zhongshan (中山王劉興), o suo nipote, il principe Liu Xin di Dingtao (定陶王劉欣, figlio del principe Kang). Alla fine l'imperatore Cheng si convinse delle maggiori capacità del principe Xin (appoggiato anche dalle sorelle Zhao e da Wang Gen) e lo nominò ufficialmente principe ereditario nell'8 a.C.
L'imperatore Cheng morì improvvisamente nel 7 a.C., apparentemente per un attacco (ma alcuni storici riferiscono anche la possibilità di una dose eccessiva di afrodisiaci datagli dalla consorte Zhao Hede). Alla fine, la consorte Zhao Hede si tolse la vita, mentre il principe ereditario Xin ascese al trono come imperatore Ai.
In seguito ad alcune voci diffusesi alla morte di Cheng, un'inchiesta ufficiale commissionata dall'imperatrice madre Wang nel 6 a.C. accertò che l'imperatore Cheng aveva in realtà avuto due figli da due sue concubine, uno dalla consorte Cao nel 12 a.C. e uno dalla consorte Xu nell'11 a.C. Tuttavia, entrambi i figli erano stati assassinati ancora infanti per ordine della consorte Zhao Hede, con almeno il tacito consenso dello stesso Cheng, che era innamorato di lei; la consorte Cao era stata poi costretta a suicidarsi. Come conseguenza, anche per le insistenze dell'imperatrice madre Wang, l'imperatore Ai privò i parenti delle Zhao dei loro titoli di marchesi e li esiliò; solo l'imperatrice Zhao Feiyan fu risparmiata, anche se fu poi costretta a suicidarsi dopo la morte dell'imperatore Ai.

## Impatto sulla storia cinese
Si dice che l'eccessiva dipendenza dell'imperatore Cheng dalla famiglia di sua madre sia stata la principale causa del progressivo indebolimento della dinastia Han e della conseguente usurpazione del potere, alla morte dell'imperatore Ai, da parte di Wang Mang. Questa visione è forse eccessivamente semplicistica, in quanto l'imperatore Cheng era in realtà assolutamente capace, quando voleva, di affermare le sue opinioni e di realizzare le sue azioni, indipendentemente dalla volontà dei suoi zii.  Tuttavia, egli creò un precedente per il quale le famiglie delle imperatrici assumevano il controllo effettivo del governo, e molti imperatori della Dinastia Han orientale sarebbero caduti nella stessa trappola.

## Nomi delle ere
- Jianshi (建始 py. jìan shĭ) 32 a.C.-28 a.C.
- Heping (河平 py. hé píng) 28 a.C.-25 a.C.
- Yangshuo(陽朔 py. yáng shùo) 24 a.C.-21 a.C.
- Hongjia (鴻嘉 py. hóng jīa) 20 a.C.-17 a.C.
- Yongshi (永始 py. yŏng shĭ) 16 a.C.-13 a.C.
- Yuanyan (元延 py. yúan yán) 12 a.C.-9 a.C.
- Suihe (綏和 py. sūi hé) 8 a.C.-7 a.C.